# Palpimanus maroccanus
Palpimanus maroccanus is een spinnensoort uit de familie Palpimanidae. De soort komt voor in Marokko en Algerije.